# Zervreilasee

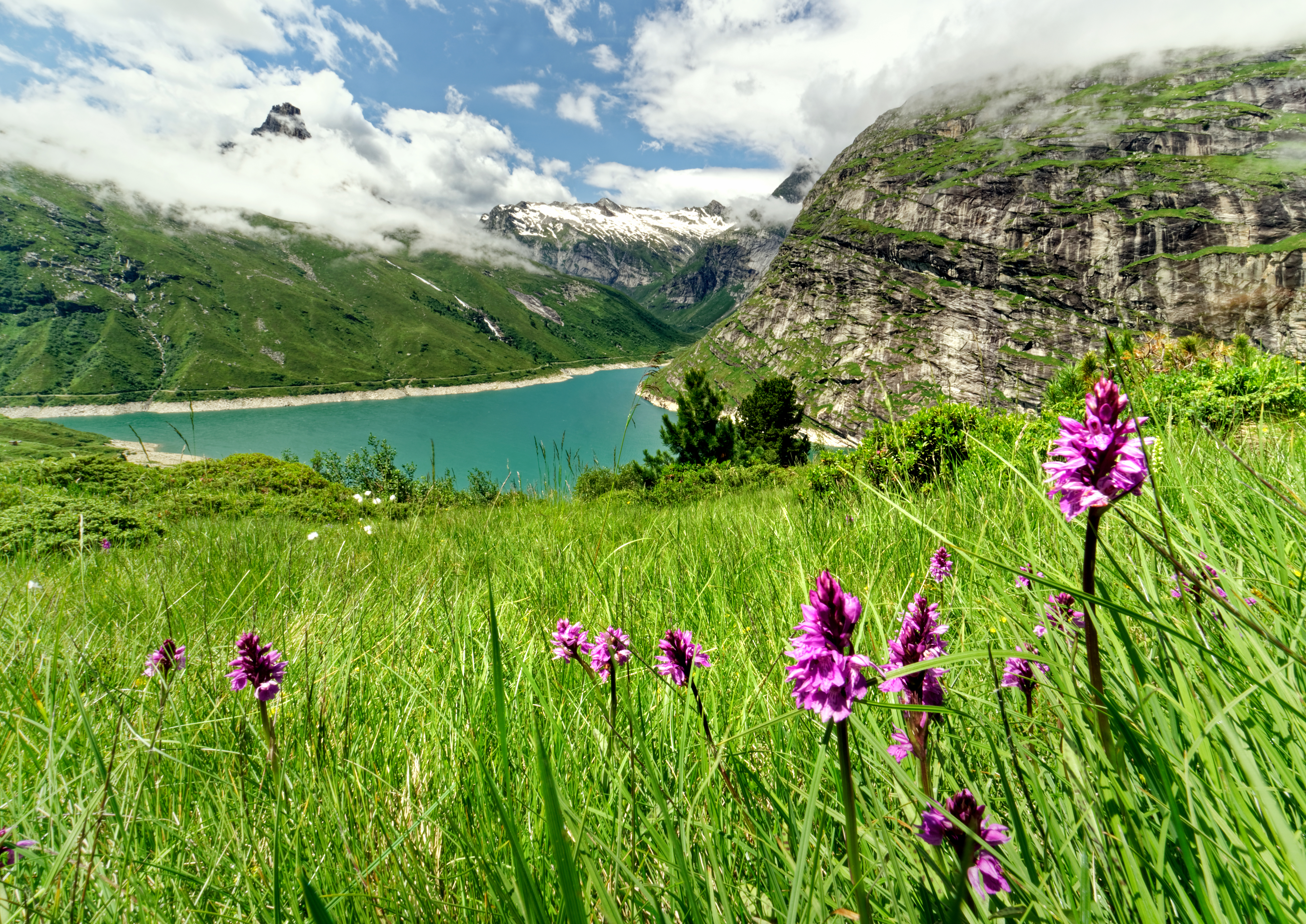
Orchideen wachsen am Zervreilasee

Der Zervreilasee liegt im Schweizer Kanton Graubünden in der Gemeinde Vals. Der Name stammt von dem Dorf Zervreila, das unterging, als der See 1957 aufgestaut wurde. Seine Bogengewichtsmauer wurde von Motor-Columbus gebaut. Zu erreichen ist der Stausee nur von Ilanz her durch das Valsertal. Letzte grössere Ortschaft vor dem Stausee ist Vals. Eingebettet ist der See zwischen dem Frunthorn (3030 m hoch), dem Fanellhorn (3124 m) und dem Zervreilahorn (2898 m).
Oberhalb des Sees, in der kleinen Siedlung Frunt, steht die St. Anna-Kapelle.

## Geschichte
Bereits seit 1916 hatte die Gemeinde Vals ein kleines Wasserkraftwerk mit zwei Turbinen und zwei Generatoren. Wegen Zuflussproblemen konnte aber meistens nur eine Turbine betrieben werden. Das Kraftwerk lieferte deshalb häufig zu wenig Elektrizität für die Gemeinde, und die Dorfbewohner sassen im Dunkeln.
Nach langwierigen und schwierigen Verhandlungen mit Grosskraftwerken um die Wassernutzung der Bündnertäler wurde an einer Gemeindeversammlung am 18. Dezember 1948 die Konzession für das neue Kraftwerk erteilt. 1952 wurde schliesslich die Kraftwerke Zervreila AG, Vals gegründet und gehörte der Sernf-Niederenbach AG, der NOK und der ehemaligen Motor-Columbus. Das Kraftwerk wurde mit einer zweitägigen Feier (4./5. September 1959) offiziell eingeweiht.
Das gesamte Gebiet Länta mit der Lampertsch-Alp (1991 m) in der Fortsetzung des Tals des Valser Rheins gehört ebenfalls der Kraftwerksgesellschaft, da offensichtlich ein zweiter, höherer See in den Planungen erwogen wurde.
Die Gemeinde Vals bezieht immer mehr Elektrizität des Kraftwerks. Bei der Konzessionserteilung wurde festgelegt, dass die Gemeinde 200 MWh gratis beziehen kann und bis 800 MWh zu einem Vorzugspreis. Im Jahr 1960 war die bezogene Energie nur 553 MWh. 2005 verbrauchte das Dorf aber bereits ein Mehrfaches (17'421 MWh). Seit 2003 besitzt die Gemeinde knapp 6 % am Aktienkapital des Kraftwerks.
Im Jahr 2018 wurde der See im Rahmen einer zweijährigen Sanierung im Bereich der Druckleitung fast total entleert. Neu erhält die Anlage auch eine Leitung zum Ausspülen von Sedimenten.
Die Zervreilastaumauer, insbesondere das Innere, war eine Inspiration für Peter Zumthor beim Entwurf der 1996 eröffneten Therme Vals.

## Kraftwerke Zervreila
Die Kraftwerke Zervreila AG nutzt die Wasserkräfte des 200 km² grossen Einzugsgebietes im oberen Valsertal und im Safiental. Den Kern der Kraftwerkanlagen bildet der Zervreilaspeichersee. Das von Iachen Ulrich Könz 1958 erbaute Maschinenhaus Zervreila liegt am Fuss der Staumauer. Es ist für den Turbinen- und Pumpbetrieb eingerichtet. Die in die Staumauer eingebaute Dotierwasserleitung ermöglicht die Entnahme des unterhalb der Kote auf 1773 m ü. M. gespeicherten Wassers, welches von den Turbinen nur mit ungenügendem Wirkungsgrad verarbeitet werden könnte. Die Fassung der Turbinenzuleitung liegt auf Kote 1758,5 m ü. M., 23,50 m über dem Senkungsziel des Speicherbeckens.
Mit dem der Staumauer vorgelagerten Ausgleichsbecken kann der Überleitungsstollen vom Valsertal ins Safiental als Freispiegelstollen benutzt werden. Das Ausgleichsbecken dient auch als Pumpbecken zur Überleitung von Wasser aus dem Peilertal in den Zervreilasee, womit der Speichersee vollständig gefüllt werden kann.
Die dreistufige Kraftwerksgruppe verfügt über eine Gesamtleistung von 232 MW (Megawatt):
1. Stufe: Zentrale Zervreila, Bruttohöhe max. 127 m, installierte Leistung 20 MW
2. Stufe: Zentrale Safien, Bruttohöhe 425 m, installierte Leistung 86 MW
3. Stufe: Zentrale Rothenbrunnen, Bruttohöhe 673 m, installierte Leistung 126 MW[4]

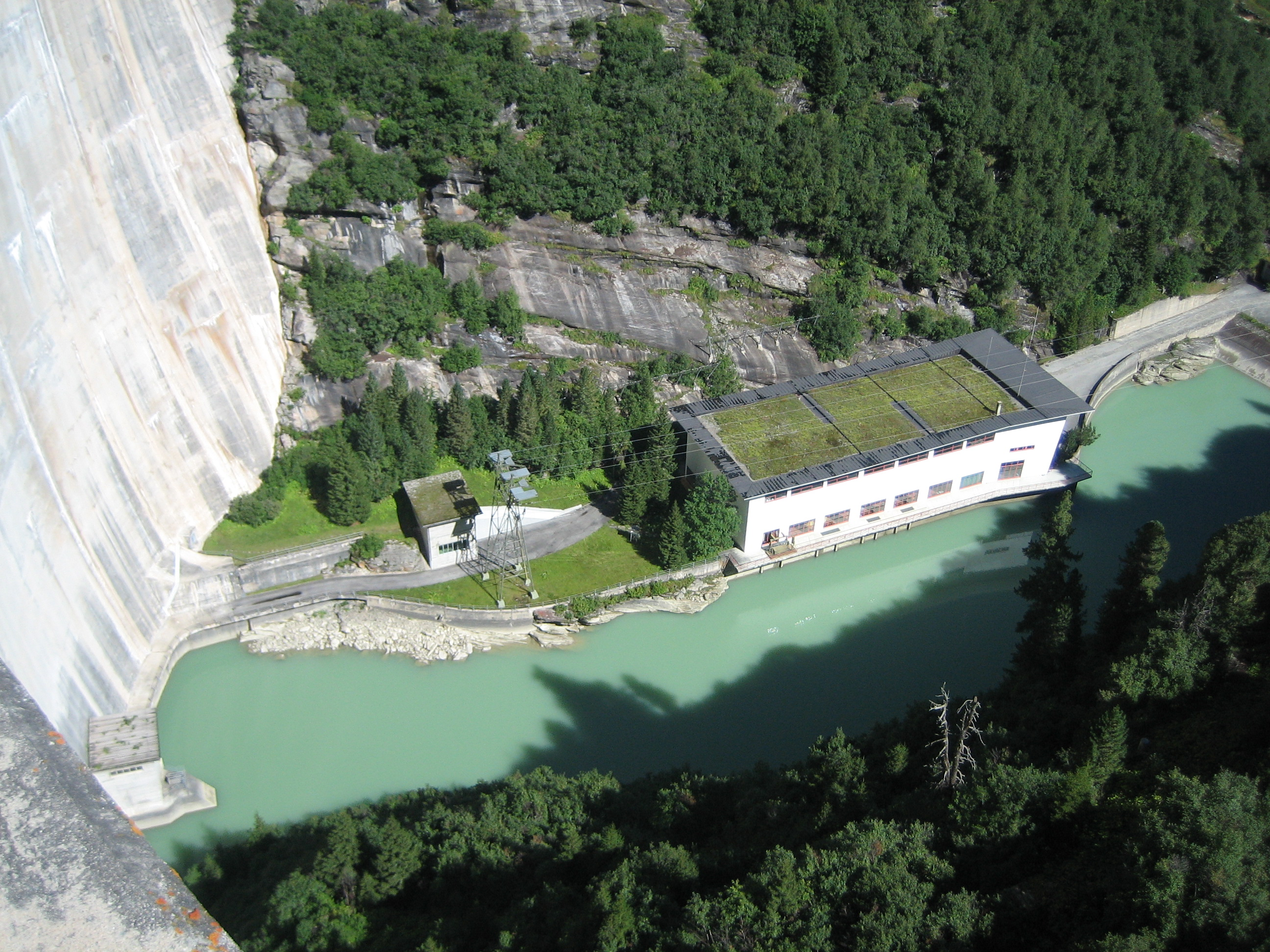
Das Kraftwerk am Fusse der Mauer
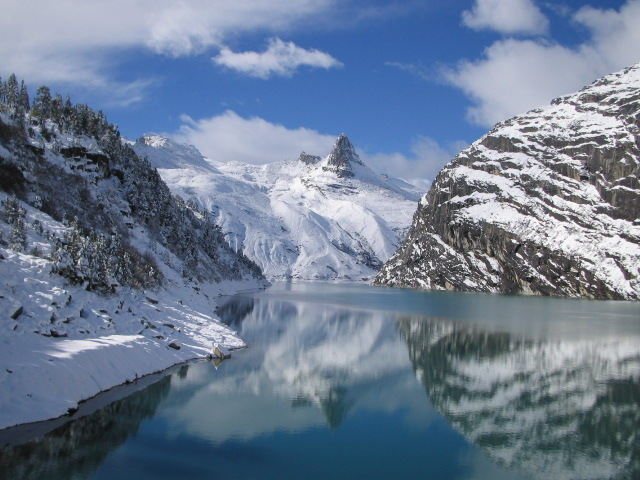
See im Winter
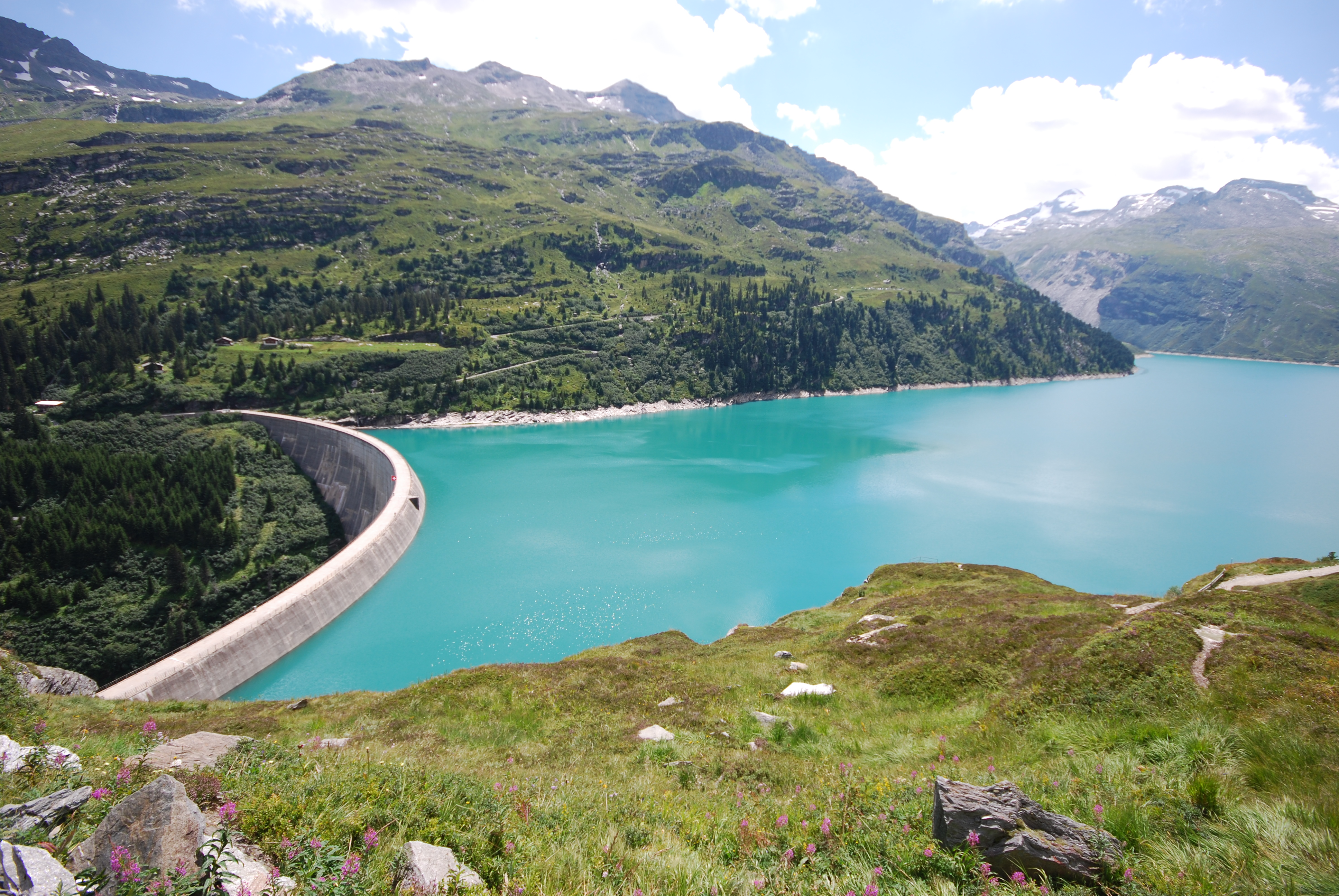
Staumauer und Stausee
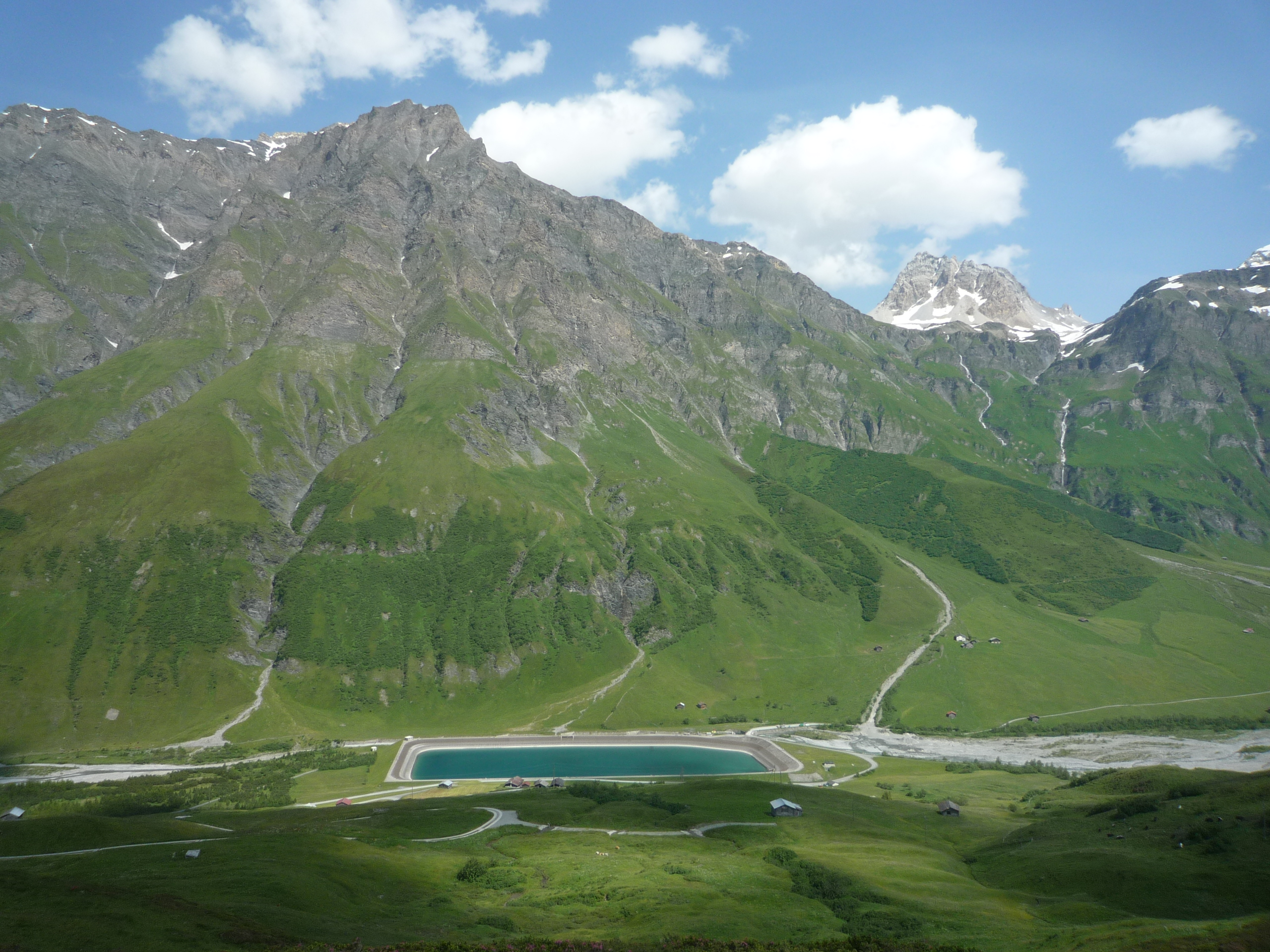
Ausgleichsbecken Wanna im Safiental
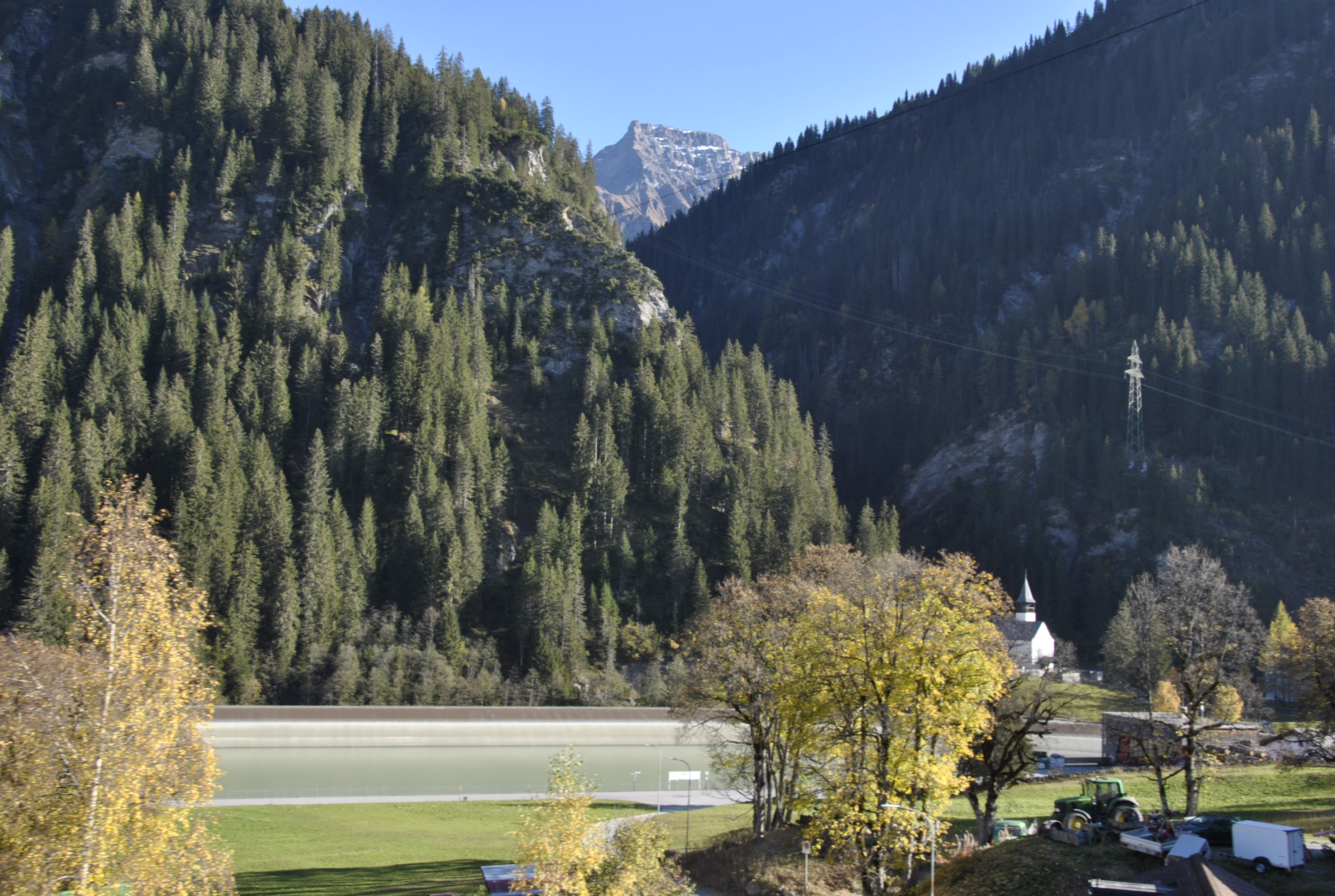
Hinter dem Ausgleichsbecken die Kirche Safien Platz
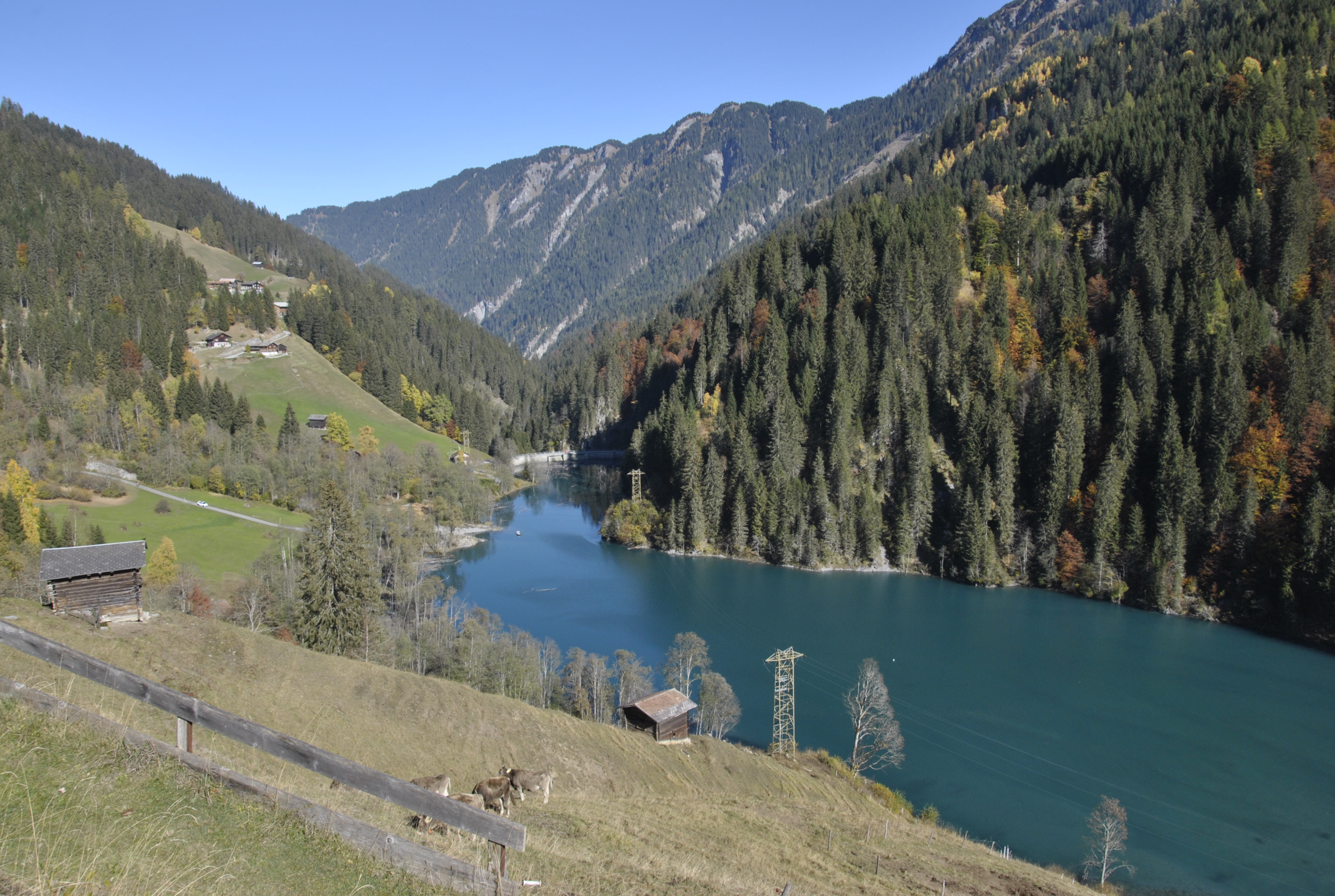
Egschi-Stausee im Safiental